# Indépendance des journalistes
 (janvier 2009).
Ne doit pas être confondu avec Indépendance des rédactions.
L'indépendance des journalistes est une préoccupation qui a pris de l'ampleur en France dans les années 1990 puis dans les années 2000, au point de devenir un thème sensible du référendum sur la constitution européenne en 2005 puis de la campagne présidentielle de 2007 menée par le candidat de l'UDF François Bayrou, qui a ensuite décidé de créer un nouveau parti, le MoDem et de confier la tête de liste pour les élections européennes au journaliste Jean-François Kahn, fondateur de L'Événement du jeudi puis de Marianne.
Le sentiment d'indépendance des journalistes s'est détérioré ces dernières années. Face à cette détérioration, les syndicats et sociétés de journalistes ont proposé depuis quelques années d'imposer aux actionnaires des médias de masse de strictes garanties en matière d'indépendance des rédactions, en distinguant cette notion de celle d'indépendance des journalistes par le fait que la production d'informations est un travail d'équipe, qui s'effectue dans le cadre d'un contrat de travail, avec une conférence de rédaction qui choisit les sujets à traiter, l'angle de traitement et leur place dans le journal, animée par des supérieurs hiérarchiques disposant du pouvoir de modifier les articles avant leur publication.

## Perception de l'indépendance des médias
L'indépendance des journalistes, ou plutôt sa perception par le public, est mesurée par le baromètre annuel établi depuis 22 ans par quotidien La Croix en association avec le magazine Télérama. Selon l'édition 2009, plus de 61 % des Français jugent que les journalistes ne sont « pas indépendants » face aux pressions du pouvoir et de l'argent, leur opinion s'étant dégradée depuis un an.
Cette thématique est également forte dans la création de trois nouveaux médias d'information par Internet depuis l'été 2007, Rue89, Mediapart et Bakchich, qui mettent tous les trois l'accent sur l'investigation et un lien rapproché avec leurs lecteurs.
En 2012, l'IFOP  publie une analyse des votes du 1er tour des élections présidentielles françaises en fonction des habitudes médias:
- Journaux télévisés : Le journal télévisé de 20h de France 2 ainsi que le Grand journal de Canal+ attirent plus d'électeurs de gauche alors que c'est le contraire pour le journal télévisé de 20h de TF1. En revanche, la répartition des électeurs suivant les journaux télévisés de France 3 et de M6 est proche des résultats du 1er tour de l'élection.
- Radio : La tendance politique des auditeurs de France Inter est fortement ancrée à gauche, tandis que celle des auditeurs de RTL, d'Europe 1 et de BFM Business est orientée à droite. À noter, la forte proportion d'auditeurs d'NRJ ayant voté Front national lors du 1er tour des élections (33 %).
- Presse quotidienne : Libération et dans une moindre mesure Le Monde sont lus par une forte proportion d'électeurs socialistes. L'Humanité est très majoritairement lu par les électeurs du Front de gauche. Les Échos et Le Figaro sont eux lu à majorité par des électeurs de l'UMP et de la LAREM.
- Presse hebdomadaire : Le Nouvel Obs et Marianne sont préférés par les électeurs de gauche, ceux de droite lisant plus particulièrement Valeurs actuelles, Le Point et L'Express.

À l'issue de l'élection présidentielle de 2012 et selon TNS Sofres, les français jugent que les médias ont plutôt favorisé François Hollande à 40 % contre 10 % pour Nicolas Sarkozy (38 % estimant que les médias n'auraient favorisé ni l'un ni l'autre).

## Prise de position des médias
En 2007, à l'approche de l’élection présidentielle, dans un éditorial daté du 3 mai, le directeur de la publication du journal Le Monde, Jean-Marie Colombani lance un appel à voter pour la candidate socialiste Ségolène Royal. 
Lors de l'élection présidentielle de 2012, le journal Le Figaro soutint Nicolas Sarkozy alors que le journal Libération ainsi que le Nouvel Obs ont pris position pour le candidat de gauche . Le journal L'Humanité appela quant à lui à voter pour le candidat du Front de gauche lors du 1er tour des élections, puis, prendra la même position que son favori, en demandant à ses lecteurs de faire barrage à Nicolas Sarkozy lors du 2nd tour. 
Le propriétaire et président du magazine Les Inrockuptibles, Matthieu Pigasse, évoque son soutien à François Hollande dans la course à la présidentielle . À l'issue de l'élection, David Kessler, directeur du magazine, est nommé conseiller, médias et culture auprès du Président de la République. Il est remplacé par Audrey Pulvar en tant que directrice générale chargée de l'éditorial.

## Vote des journalistes
En avril 2007, Jean-François Kahn, journaliste à Marianne, soutient François Bayrou lors de l'élection présidentielle. En 2009, il sera investi comme tête de liste par le Mouvement démocrate aux élections européennes.
En avril 2012, la rédaction de l'hebdo Marianne publie les résultats sur les intentions de vote des journalistes de l'hebdomadaire en vue de la Présidentielle française : François Hollande obtient 40 % des suffrages devant Jean-Luc Mélenchon (31,7 %), François Bayrou et Nicolas Dupont-Aignan arrivent 3e ex æquo avec 8,3 %. Trois candidats n'obtiennent aucun suffrage: Nicolas Sarkozy, Marine Le Pen et Nathalie Arthaud .

## Journaliste et vie privée
Plusieurs personnalités politiques sont, ou ont été en couple avec des journalistes, pendant leur mandat, conduisant à des controverses régulières,,:
- Dominique Strauss-Kahn (ministre de l’Économie des finances) et Anne Sinclair
- Jean-Louis Borloo (ministre de l’Écologie) et Béatrice Schönberg
- François Baroin (ministre de l'Outre-mer) et Marie Drucker
- Bernard Kouchner (ministre des Affaires étrangères) et Christine Ockrent
- François Hollande (président de la République) et Valérie Trierweiler
- Arnaud Montebourg (ministre du Redressement productif) et Audrey Pulvar
- Michel Sapin (ministre du Travail et de l'Emploi) et Valérie de Senneville
- Vincent Peillon (ministre de l’Éducation) et Nathalie Bensahel